# Xara Designer
Xara Designer (ранее — Artworks, Xara Studio, CorelXARA!, Xara X, Xara X¹, Xara Xtreme) — векторный графический редактор.
Выпустившая Xara Designer компания Bellevue Investments раскрыла исходные коды программы на условиях лицензии GNU General Public License, однако коды нужной библиотеки CDraw остались в секрете. Сторонние разработчики начали портирование на Cairo.

## Поддерживаемые платформы
Xara Designer изначально разрабатывалась для Microsoft Windows. В настоящее время коммерческая версия продукта существует только для Windows.
Xara Xtreme for Linux (ранее Xara Xtreme LX или Xara LX) — версия с открытым исходным кодом для Linux, FreeBSD и Mac OS X — в настоящее время разрабатывается: по состоянию на начало 2007 года выпущена версия 0.7, в которой реализована часть функций, присутствующих в коммерческой версии для Windows.

## История развития
- Предшественник Xara Designer, называвшийся Artworks, разработан для 32-битных RISC-компьютеров «Acorn Archimedes», работавших под управлением RISC OS.
- Первая версия, разработанная для Microsoft Windows называлась Xara Studio, но для широкого её распространения было заключено соглашение с корпорацией Corel, и с 1995 по 2000 она выпускалась под названием CorelXARA.
- Первая версия под названием Xara X выпущена в 2000 году
- В 2004 году выпущена следующая версия — Xara X¹.
- Xara Xtreme выпущена в 2005.
- В октябре 2005, Xara Group Ltd объявила о планах открытия исходного кода Xara Xtreme по лицензии GNU GPL и попросила общественность помочь в портировании программы на GNU/Linux и Mac OS X. Однако код CDraw открыт не был.
- В ноябре 2006 года выпущена улучшенная версия Xara Xtreme — Xara Xtreme PRO.
- 30 января 2007 года компания Xara Ltd. стала дочерним предприятием немецкой фирмы Magix AG. Планируется продолжить продажи Xara Xtreme под прежним названием[3].
- В мае 2007 года выпущены Xara Xtreme 3.2 и Xtreme Pro 3.2.
- В апреле 2008 года выпущена Xara Xtreme 4.0. Основные улучшения — расширенные возможности по работе с текстом, более тесная интеграция с обработчиком растровых изображений, а также экспорт веб-страниц.
- В июне 2009 года выпущена Xara Xtreme Pro 5.0.
- В июне 2010 года выпущена Xara Designer Pro 6.0.
- В 2011 году выпущена Xara Designer Pro 7.0.
- 14 мая 2012 года выпущена Xara Designer Pro 8.
- 16 июля 2014 года выпущена Xara Designer Pro X10.
- 22 июня 2015 года выпущена Xara Designer Pro X11.